# Andrea True
Andrea True eller egentligen Andrea Marie Truden, född 26 juli 1943 i Nashville, Tennessee, USA, död 7 november 2011, var en amerikansk pornografisk skådespelerska. Hon gjorde ett antal pornografiska filmer från 1960-talet och fram till 1980-talet. Under 1970-talet gjorde hon även karriär som sångerska och slog igenom 1976 med låten More, More, More.